# Burgstall Geiereck
Der Burgstall Geiereck bezeichnet eine abgegangene spätmittelalterliche Höhenburg auf 470 m ü. NHN in Spornlage etwa 225 Meter westsüdwestlich von Geiereck, einem  Ortsteil der Gemeinde Griesstätt im Landkreis Rosenheim in Bayern. Die Anlage wird als Bodendenkmal unter der Aktennummer D-1-8038-0025 im Bayernatlas als „Turmhügel des hohen oder späten Mittelalters ("Schloßberg")“ geführt. 

## Beschreibung
Der heutige Burgstall liegt auf einer Anhöhe 50 m oberhalb und 250 m westlich des Inns; er zeigt nur noch geringe Reste der früheren Burganlage.